# Phalacropsylla nivalis
Phalacropsylla nivalis är en loppart som beskrevs av Barrera et Traub 1967. Phalacropsylla nivalis ingår i släktet Phalacropsylla och familjen mullvadsloppor. Inga underarter finns listade i Catalogue of Life.